# Mattityahu Peled
Mattityahu „Matti“ Peled (hebräisch מתתיהו "מתי" פלד; geboren am 20. Juli 1923 als Mattityahu Ifland in Haifa, Britisches Mandatsgebiet Palästina; gestorben am 10. März 1995 in Jerusalem) war ein israelischer Politiker, General und der Gründer des Lehrstuhls für Arabistik an der Universität Tel Aviv. Peled bekleidete während der drei Nahostkriege 1948, 1956 und 1967 wichtige Kommandofunktionen in der israelischen Armee (IDF), insbesondere 1967 spielte er als Generalquartiermeister und stellvertretender Generalstabschef der israelischen Armee eine entscheidende Rolle beim historischen Sieg Israels über seine arabischen Nachbarn. Seit Mitte der 1970er Jahre engagierte sich Peled für den Dialog zwischen jüdischen Israelis und Palästinensern.

## Leben

### Ausbildung und militärische Laufbahn
Mattityahu Peled wuchs in Haifa und Jerusalem auf und trat 1941 mit 18 Jahren der Palmach, dem militärischen Arm der Haganah, bei. Zusammen mit Jitzchak Rabin war er Mitglied der Jerusalemer Palmach-Einheit. Nach Ende des Zweiten Weltkrieges begann Peled ein Studium der Rechtswissenschaften an der University of London (1946–1947), kehrte aber nach Ausbruch des Unabhängigkeitskrieges nach Palästina zurück und kämpfte wieder in der Haganah, die im Mai 1948 in die reguläre israelische Armee überführt wurde (IDF). Peled war zunächst Kompaniechef, später stellvertretender Kommandeur der legendären Giv’ati-Brigade. Bei der Operation Jo’av (vom 15. bis zum 22. Oktober 1948), bei der in der Endphase des Unabhängigkeitskrieges noch von Ägypten besetzte, aber nach dem UN-Teilungsplan für Palästina dem zukünftigen jüdischen Staat zustehende Gebiete erobert wurden, kommandierte Peled für den Ausgang der Operation entscheidende Giv'ati-Einheiten und wurde während der Gefechte selber schwer verwundet.
Nach dem Waffenstillstand 1949 war Peled der militärische Kommandeur von Jerusalem. Anfang der 1950er Jahre besuchte er mit mehreren anderen IDF-Kommandeuren, u. a. Rabin, Stabslehrgänge in Großbritannien. Nach der Suezkrise 1956 war er kurzzeitig der verantwortliche Militärgouverneur des besetzten Gazastreifens, bis dieser wieder geräumt wurde. In dieser Zeit wurde nach eigenem Bekunden Peleds Interesse für Sprache und Kultur der Araber geweckt, weshalb er noch während seiner aktiven Dienstzeit ein Studium der Orientalistik in Jerusalem begann (s. u.).
Ab 1963 war Peled Berater des israelischen Verteidigungsministeriums für Rüstungs- und Beschaffungsfragen (für diesen Bereich verantwortlicher stellvertretender Verteidigungsminister war damals Shimon Peres) und war ab 1964, in der kritischen Phase vor und während des Sechstagekrieges 1967, im Dienstgrad eines Generalmajors („Aluf“) Mitglied des Generalstabs und als Generalquartiermeister verantwortlich für den Bereich Versorgung und Logistik.
Peled war bekannt für sein stets temperamentvoll-engagiertes Auftreten. Als in der entscheidenden Sitzung des israelischen Sicherheitskabinetts mit dem Generalstab am 2. Juni 1967 der israelische Premierminister Levi Eshkol zögerte, gegen Ägypten loszuschlagen, drohte Generalmajor Peled, unterstützt von den drei verantwortlichen Kommandeuren der für den Einsatz im Sinai gegen Ägypten vorgesehenen Panzerdivisionen, den Generälen Ariel Scharon, Avraham Joffe und Israel Tal, mit seinem Rücktritt, um damit einen Präventivschlag gegen die ägyptische Armee durchzusetzen. Eshkol gab nach, der gewünschte Präventivschlag erfolgte und trug wesentlich zum schnellen Sieg über die gegnerischen arabischen Armeen bei. Noch während des Sechstagekriegs soll er eine Zweistaatenlösung unterstützt haben, da er der Ansicht war, dass auch die Araber Anrecht auf ein Land haben.
1969 schied Peled – wie damals üblich – mit 45 Jahren aus dem aktiven Dienst aus.

### Professor für Arabistik
Peled hatte bereits während seiner aktiven Dienstzeit von 1961 bis 1963 ein Studium der Orientalistik an der Hebräischen Universität Jerusalem begonnen. Kurz nach dem Ausscheiden aus dem aktiven Dienst promovierte er 1971 an der US-amerikanischen University of California, Los Angeles (UCLA) mit einer Dissertation über den ägyptischen Schriftsteller und späteren Nobelpreisträger Nagib Mahfuz. Nach der Promotion war Peled Mitbegründer des Instituts für arabische Literatur an der Universität Tel Aviv und war mehrere Jahre dessen Direktor.
Nachdem Israel im Sechstagekrieg Ostjerusalem eingenommen hatte, leitete Peled die vor allem aus Schulleitern in Ostjerusalem bestehende Kommission, die die neuen Lehrpläne entwarf. Unter den palästinensischen Mitgliedern der Kommission erwarb er sich hohes Ansehen.
Peled übersetzte zahlreiche arabische Autoren ins Hebräische. Seine letzte Übersetzung des Werkes Sages of Darkness des im Exil in Schweden lebenden syrisch-kurdischen Autors Salim Barakat erhielt den Preis der Translator's Association.

### Parteipolitisches Engagement, Abgeordneter in der Knesset
Peled schrieb politische Kommentare in der israelischen Tageszeitung Maariv und wurde Mitglied der israelischen Arbeitspartei, aus der er aber 1976 wieder austrat. In der Folgezeit engagierte sich Peled in verschiedenen kleinen linken Parteien: 1976/1977 in der Partei Ya'ad (mit Shulamit Aloni und Arje Eliav), von 1977 bis 1983 in der Partei Sheli (Akronym von „Shalom Le Jisrael“, „Frieden für Israel“) mit Ran Cohen und Arje Eliav.
Während des Libanonkrieges 1982 wurde Peleds Sheli-Partei (für die von 1977 bis 1981 der auch in Deutschland bekannte Uri Avnery in der Knesset saß) ein Teil der immer größeren Protestbewegung gegen den Krieg (siehe auch Schalom Achschav („Frieden jetzt“)). Ran Cohen (selbst Oberst der Reserve) und Peled stritten sich, ob Reservisten den Kriegsdienst verweigern sollten. Peled unterstützte öffentlich die entsprechenden Aufrufe der Jesch Gvul Bewegung, Cohen lehnte dies ab. Die Sheli-Partei spaltete sich und Cohen ging zur Ratz-Partei (die aus Alonis Ya'ad entstanden war und später in der heutigen Meretz-Jachad-Partei aufging).
Von 1984 bis 1988 war Peled Mitglied der Knesset für die Fortschrittliche Liste für den Frieden (רשימה מתקדמת לשלום), einem Versuch einer jüdisch-arabischen politischen Partei, zusammen mit dem arabisch-israelischen Bürgerrechtsaktivisten Mohammed Miari. In dieser Zeit erregte Peled Aufsehen als einer der fleißigsten und produktivsten Knesset-Abgeordneten, da er sich nicht nur zu Bürgerrechtsthemen äußerte, sondern sich überaus gründlich und konstruktiv in eine Vielzahl von Sachthemen einzuarbeiten vermochte.
1988 verlor die Fortschrittliche Liste für den Frieden Stimmen, so dass nur noch Mohammed Miari ein Mandat bekam. 1992 scheiterte die Partei endgültig an der damals neu eingeführten Sperrklausel von 1,5 % der Stimmen.
Kurz vor seinem Tod gehörte Peled 1993 noch zu den Mitbegründern von Gush Shalom, zusammen mit Uri Avnery.

### Wegbereiter von Oslo
Bekannt wurde Peled als Mitbegründer und Vorsitzender des Israeli Council for Israeli-Palestinian Peace (ICIPP), zusammen mit Uri Avnery und anderen bekannten Persönlichkeiten. Diese Gruppe nahm bereits in den 1970er Jahren, als dies in Israel offiziell verboten war, über Henri Curiel in Paris Kontakt zu Vertretern der PLO auf, zum Beispiel zu dem 1983 auf dem XVI. Kongress der Sozialistischen Internationale in Lissabon von radikalen Palästinensern der Abu-Nidal-Organisation ermordeten PLO-Funktionär und Arzt Dr. Issam Sartawi. Sartawi war der Architekt der seit Jahren kaum geheimgehaltenen Kontakte zwischen dem gemäßigten PLO-Flügel um Arafat und israelischen Friedenswilligen und arrangierte im Juli 1979 ein Treffen zwischen Willy Brandt, Bruno Kreisky und Jassir Arafat. Peled informierte dabei stets vertraulich den damaligen Ministerpräsidenten Rabin (1974–1977), mit dem er seit der gemeinsamen Zeit in der Palmach befreundet war. Diese Kontakte führten viele Jahre später zu offiziellen Verhandlungen zwischen israelischer Regierung und PLO, die 1993 im sogenannten Oslo-Prozess mündeten, den Peled noch kurz vor seinem Tod erleben sollte. Er begrüßte, dass seine Forderung nach offiziellen Kontakten Israels zur PLO endlich Realität geworden war, übte aber in seinem letzten Essay Requiem to Oslo bereits kurz nach dem Abschluss der ersten Abkommen scharfe Kritik an dem eingeleiteten „Friedensprozess“, den er für halbherzig hielt, weil er weder zu einem funktionsfähigen palästinensischen Staat führen würde noch die israelische Siedlungspolitik stoppte.
Obwohl Peled ab etwa 1975 eher im für israelische Verhältnisse extrem linken Spektrum politisch aktiv war, pflegte er bis zu seinem Tode aktiv sein Netzwerk aus der aktiven Militärzeit und war ein respektierter Gesprächspartner und Freund für viele führende Persönlichkeiten der israelischen Politik und Gesellschaft, wie man auch den Nachrufen nach seinem Tode entnehmen konnte, zum Beispiel von seinem alten Kriegskameraden und seinerzeit 1995 amtierenden Staatspräsidenten Ezer Weizman, der sich ebenfalls vom „Falken“ zur „Taube“, wenn auch nicht so dramatisch wie Peled, gewandelt hatte.
Mattityahu Peled wurde im Kibbuz Nachschon in Zentralisrael beigesetzt.

## Familie
Mattityahu Peled hinterließ zwei Söhne und zwei Töchter.
- Sein ältester Sohn ist der Politikwissenschaftler Yoav Peled (geb. 1947) von der Universität Tel Aviv, der in den Jahren 2010 und 2011 die Hans-Speier-Gastprofessur der New Yorker New School for Social Research innehatte.[11] Der Haifaer Betriebswirtschaftsprofessor Steven Plaut warf ihm vor, „marxistisch“ und „anti-israelisch“ zu sein.[12]
- Seine Tochter, Nurit Peled-Elhanan (geb. 1949), ist Professorin für Sprachwissenschaften an der Hebräischen Universität. Am 4. September 1997 wurde Smadar Elhanan, die damals 14-jährige Tochter von Nurit Peled-Elhanan, bei einem Selbstmordanschlag der Hamas auf der Fußgängerstraße Ben Jehuda im Zentrum von Jerusalem getötet,[13] als sie ein Buch kaufen wollte.[7] Sie engagiert sich seit dem Tod ihrer Tochter im Sinne ihres Vaters für eine israelisch-palästinensische Verständigung und wurde im Jahre 2001 dafür vom Europäischen Parlament mit dem Sacharow-Preis ausgezeichnet.[14]
- Der jüngerer Sohn, Miko Peled (geb. 1961), lebt in San Diego. Er wurde durch sein erstes Buch Der Sohn des Generals. Reise eines Israeli in Palästina bekannt.[15][16] Für Miko Peled war der Tod seiner Nichte der Anlass, in seinem ersten Buch die Geschichte seiner Familie sowie die damit in Zusammenhang stehende Beziehung zwischen Israel und den besetzten palästinensischen Gebieten aufzuarbeiten und ein differenziertes Verständnis über die Gründe des Konfliktes zu entwickeln.[17]

## Schriften
- Religion, My Own. The Literary Works of Najib Mahfuz. Transaction Publications, New Brunswick 1983, ISBN 0-87855-135-2 (Dissertation, University of California, Los Angeles, 1971).